# 紀三井寺競馬場
紀三井寺競馬場（きみいでらけいばじょう）は、かつて和歌山県和歌山市紀三井寺に存在した地方競馬の競馬場である。

## 沿革

### 開場
紀三井寺競馬場の歴史は非常に古く、近畿地方では、明治時代初期に神戸の居留地に存在した競馬場を除くと、鳴尾競馬倶楽部に次ぎ、1909年（明治42年）に開設された。
開設当時は地元有志や団体の主催により開催されたが、1927年（昭和2年）に地方競馬規則に基づく地方競馬として開催が始まり、暫く順調な開催を行ってきたが、1939年（昭和14年）の軍馬資源保護法の公布に伴い、開催中止された。

### 戦後
1948年（昭和23年）3月より、和歌山県・和歌山市及び海南市・御坊市・田辺市・新宮市の各市主催により、紀三井寺競馬は再開された。しかしながら、立地条件の悪さや競輪の影響を受け、売り上げは低迷し、時には赤字となる開催もあった。このため和歌山県では1959年（昭和34年）に紀三井寺競馬の廃止を検討したが、ほぼ同時期に売り上げも上昇し始めたため、廃止は沙汰止みとなった。その後は、遅れていた場内設備の改築を進め、次第に近代的な競馬場としての姿を整えつつあった。

### 末期
1968年（昭和43年）の競馬法改正により、主催団体は和歌山県と和歌山市の2団体のみとなったが、売り上げは順調に伸び、折からの競馬ブームもあって好況を呈するに到った。しかしながら、昭和50年代に入ると売り上げの低下、競走馬の質的な低下が目立ち始めた。また、騎手の確保にも苦しむ事になってゆく。これらについては、大阪府にあり共存関係にもあった春木競馬場の廃止（1974年（昭和49年）3月）が悪影響を及ぼしたと言われている。
結局売り上げは改善できないまま、新設される県立医科大学の用地を確保するため、1988年（昭和63年）3月10日に和歌山市議会で廃止する条例が提出されたため、同年3月28日に廃止され、ここに和歌山の競馬は79年の歴史を閉じた。またこれにより近畿地方の地方競馬場は兵庫県の園田競馬場および姫路競馬場のみとなった。
競馬場の跡地は、和歌山県立医科大学・附属病院となっている。

## 特色
紀三井寺競馬の特色としては、出走馬や騎手のほとんどを、冬季開催されない北海道や東北地方、北陸地方の地方競馬から求めていたことで、そのため開催期間は冬季に限定されていた。
1971年（昭和46年）以降は年間を通じての開催になり、次第に中央や地方からの転厩馬がほとんどを占めるようになった。特に、他地区からの転入制限が緩やかだったことから、中央から他の地方へ転厩する馬が、本来転入したい競馬場での転入条件を満たすために、紀三井寺競馬場にて数走した上で、再転出する例が多く見られた。

## コース
- 1周1000m、直線200m
- 距離設定：1240m、1580m、1700m、2240m

## 主な競走
- 葵特別
- 黒潮特別

上記2競走とも競走名は「特別」だが、紀三井寺競馬最高賞金額（1988年1着賞金180万円）の重賞競走。
- アラブ大賞典（紀三井寺）
- あしべ特別
- 紀の国特別
- 竹垣特別
- 名草特別
- とらふす特別
- はまゆう特別
- 梅花特別
- 速玉賞

## おもな所属馬
- キヤプテンナムラ - JRAで阪神大賞典や鳴尾記念を制し、菊花賞では2着。紀三井寺では3戦1勝。
- ヒカリワカヤマ - 紀三井寺出身。後に中央に移籍し条件戦を2勝。
- カンテツオー - 紀三井寺で24連勝した後に荒尾に移籍。荒尾時代の1986年にオールカマーに出走（最下位）。
- トムカウント - 南関東、中央を経て（ただし中央時代はレース出走歴なし）紀三井寺に移籍。南関東時代は帝王賞などを制している。廃止前日に施行された黒潮特別（2着）を最後に競走馬を引退。

## おもな所属者
- 木村隆 - 騎手。木村健の実父。
- 田邉廣文 - 騎手。紀三井寺競馬廃止後は金沢競馬場を経て福山競馬場に移籍し、騎手として活躍。
- 山中利夫 - 騎手。紀三井寺競馬場廃止以前に金沢競馬場に移籍。
- 雑賀正光 - 調教師。当地でリーディングトレーナーとなり、高知競馬場への移籍後も実績を挙げた[1]。